# Bảo tàng Cộng hòa Nhân dân Ba Lan ở Ruda Śląska
Bảo tàng Cộng hòa Nhân dân Ba Lan ở Ruda Śląska (tiếng Ba Lan: Muzeum PRL-u w Rudzie Śląskiej) là một bảo tàng tọa lạc tại số 42 Phố Zajęcza, Ruda Śląska, Ba Lan. Bảo tàng được điều hành bởi Tổ chức Kỷ nguyên Quá khứ có trụ sở tại Ruda Śląska.

## Lịch sử hình thành
Trụ sở của Bảo tàng là nơi trước đây từng là trang trại của Trang viên Nowa Ruda thuộc sở hữu của gia đình von Ballestrem. Sau Chiến tranh thế giới thứ hai, tài sản này lúc đầu trở thành tài sản của Kho bạc Nhà nước, về sau được bàn giao cho Tổ chức Kỷ nguyên Quá khứ. Sau khi công việc cải tạo tòa nhà để phục vụ làm trụ sở của Bảo tàng kết thúc, Bảo tàng Cộng hòa Nhân dân Ba Lan ở Ruda Śląska chính thức khánh thành vào tháng 6 năm 2010.

## Triển lãm
Bảo tàng Cộng hòa Nhân dân Ba Lan ở Ruda Śląska chủ yếu giới thiệu nội thất của các căn hộ và các vật dụng hàng ngày được sử dụng ở Ba Lan trong giai đoạn 1945–1989. Các hiện vật và kỷ vật được triển lãm cũng cho thấy những thập niên kế tiếp của Cộng hòa Nhân dân Ba Lan. Ngoài ra, Bảo tàng còn tổ chức phòng trưng bày các áp phích từ thời kỳ này và các cuộc triển lãm tạm thời.
Triển lãm ngoài trời của Bảo tàng trưng bày các bộ sưu tập về ngành công nghiệp ô tô trong thời kỳ đó, bao gồm: FSO Warszawa, Syrena 105, Škoda Octavia, Moskwicz 400, Mikrus MR-300, Trabant 601, và các xe khác.

## Giờ mở cửa
Bảo tàng Cộng hòa Nhân dân Ba Lan ở Ruda Śląska hoạt động quanh năm, chỉ mở cửa vào thứ Bảy và Chủ nhật. Khách tham quan phải trả phí vào cửa.